# Julia Welzel
Julia Welzel (geb. 1965) ist eine deutsche Ärztin und Hochschullehrerin. Sie ist Direktorin der Klinik für Dermatologie und Allergologie am Universitätsklinikum Augsburg und Professorin für Dermatologie an der Universität Augsburg. Welzel gilt international als Expertin für Hautkrebs und gehört seit 2017 dem Vorstand der Deutschen Dermatologischen Gesellschaft an. Sie wurde im Jahr 2023 zur Präsidentin der Fachgesellschaft gewählt. Ihr Hauptforschungsgebiet ist die nichtinvasive Diagnostik in der Dermatologie, vor allem die Optische Kohärenztomographie der Haut. Welzel war maßgeblich an der Entwicklung von Einsatzmöglichkeiten dieses bildgebenden Verfahrens zur Diagnostik von Hautkrebs beteiligt.

## Werdegang
Welzel studierte an der Universität Hamburg und der Universität zu Lübeck und legte im Jahr 1990 ihr Staatsexamen ab. Zwei Jahre später erhielt sie ihre Approbation und wurde an der Lübecker Medizinischen Universität zum Doktor der Medizin promoviert. Ihre Dissertation trug den Titel Spezifische Anosmien für Androstenol und Androstenon. Seit 1990 arbeitet sie als Ärztin an der Klinik für Dermatologie und Venerologie am Universitätsklinikum Lübeck. Hier wurde sie im Jahr 1996 Oberärztin. Welzel habilitierte sich zum Thema Optische Kohärenztomographie der Haut im Jahr 2001. Im Jahr 2004 wechselte sie als Chefärztin an das Klinikum Augsburg. Als Nachfolgerin von Bernd-Rüdiger Balda wurde sie Direktorin der Klinik für Dermatologie und Allergologie am Klinikum Augsburg. Zwei Jahre später übernahm sie die Leitung des dortigen Allergiezentrums und im Jahr 2009 zudem die Leitung des Hauttumorzentrums des Klinikums. Im Herbst 2021 wurde Welzel auf den neu eingerichteten Lehrstuhl für Dermatologie an der Universität Augsburg berufen.

### Forschung
Welzel gilt als international renommierte Expertin für Hautkrebs und hatte maßgeblichen Anteil an der Erforschung des Einsatzes der optischen Kohärenztomographie zur Diagnose von Hautkrebs, die hierfür inzwischen weltweit verwendet wird.

### Engagement
Welzel war Mitglied verschiedener Gremien zur Weiterentwicklung des Medizinstudiums in Deutschland. Sie engagiert sich zudem in der Deutschen Dermatologischen Gesellschaft, deren Vorstand sie seit 2017 angehört. Im Jahr 2023 wurde Welzel zur Präsidentin der Fachgesellschaft gewählt. Schwerpunkt ihrer Tätigkeit im Rahmen ihres Engagements für diese Fachgesellschaft ist die Nachwuchsgewinnung. Welzel spricht sich dafür aus, den dermatologischen Nachwuchs früher und stärker einzubinden. Zudem hält sie es für wünschenswert, Fortschritte in der Digitalisierung in der Facharztrichtung Dermatologie stärker nutzbar zu machen.

## Publikationen
Welzel war an der Erarbeitung von zahlreichen medizinischen Leitlinien beteiligt, so zum Beispiel den beiden AWMF S2k-Leitlinien „Basalzellkarzinom der Haut – Epidemiologie, Genetik und Diagnostik“ und „Basalkarzinom der Haut – Therapie, Prävention und Nachsorge“, die im Jahr 2019 veröffentlicht wurden. Zudem erarbeitet Welzel regelmäßig wissenschaftliche Veröffentlichungen und Buchbeiträge. Darüber hinaus äußert sich Welzel publizistisch zu aktuellen Themen in Medizin und Wissenschaft, beispielsweise mit ihrem Plädoyer für die Mittagsvisite in der Tradition von Otto Braun-Falco in ihrem „Beitrag Menschliche Schwarmintelligenz schlägt künstliche Intelligenz“ im Editorial des Journals der Deutschen Dermatologischen Gesellschaft (JDDG) im August 2021 oder einem im Jahr 2015 in der Fachzeitschrift Aktuelle Dermatologie des Thieme Verlags erschienenen Artikel über „Die Klinik für Dermatologie und Allergologie am Klinikum Augsburg im Wandel der Zeit“.

### Wissenschaftliche Beiträge als Erstautorin (Auswahl)
- Changes in Function and Morphology of normal Human Skin. Evaluation using Optical Coherence Tomography in British Journal of Dermatology 2004
- Optical coherence tomography in Dermatology in Skin Research and Technology 2008
- Reflectance confocal microscopy. New micromorphological insights into inflammatory skin diseases in British Journal of Dermatology 2016
- Nichtinvasive Diagnostik in der Dermatologie in Journal der Deutschen Dermatologischen Gesellschaft 2017
- From actinic keratosis to squamous cell carcinoma in British Journal of Dermatology 2019
- Reduction of telogen rate and increade of hair density in androgenetic alopecia by a cosmetic product. Results of a randomized, prospective, vehicle-controlled double-blind study in Men in Journal of Cosmetic Dermatology 2021
- Auswirkungen der Corona-Pandemie auf die Versorgung bei malignem Melanom in Journal der Deutschen Dermatologischen Gesellschaft 2022

### Bücher und Buchbeiträge (Auswahl)
- mit Helmut H. Wolf und Dietrich von Engelhardt: Ethik in der Dermato-Venerologie, Hansisches Verlagskontor 2002
- mit Elke Sattler: Nichtinvasive physikalische Diagnostik in der Dermatologie, Springer Medizin 2016
- mit Elke Sattler, Wilhelm Stolz und Holger Hänßle: Bildgebende Diagnostik in der Dermatologie. Dermatoskopie, Konfokale Laserscanmikroskopie, Optische Kohärenztomographie, Sonografie, Thieme Verlag 2018
- mit Elke Sattler, Kapitel „Andere bildgebende und funktionelle Verfahren“ in Gerd Plewig, Thomas Ruzicka, Roland Kaufmann, Michael Hertl  (Hrsg.): Braun-Falcos Dermatologie, Venerologie und Allergologie, Springer Verlag 2018
- Kapitel „Struktur und Funktion der Haut: Physiologie“ in Otto Braun-Falco, Max Gloor und Hans Christian Korting (Hrsg.): Nutzen und Risiko von Kosmetika, Springer Verlag 2000